# Конрад, Джозеф
Джо́зеф Ко́нрад (англ. Joseph Conrad, настоящее имя Юзеф Теодор Конрад Коженёвский, в традиционной передаче Иосиф Феодор Конрад Корженевский (пол. Józef Teodor Konrad Korzeniowski); 3 декабря 1857, Бердичев, Киевская губерния, Российская империя — 3 августа 1924, Бишопсборн близ Кентербери) — английский писатель польского происхождения, мастер морского романа, признан одним из величайших английских романистов.

## Биография

Родовой герб Наленч

Юзеф Теодор Конрад Коженёвский родился в селе Терехово Бердичевского уезда Киевской губернии Российской империи (ныне Бердичевского района Житомирской области Украины), где находилось имение матери будущего писателя, в семье польского дворянина, поэта Аполлона Корженевского. В 1861 году Аполлон Корженевский был сослан в Вологду за сотрудничество с польскими повстанцами. Его жена, Эвелина Корженевская (в девичестве Бобровская), сестра Стефана Бобровского — одного из руководителей восстания, с четырёхлетним сыном поехала вслед за мужем.
В 1865 году в связи с болезнью жены Аполлон Корженевский добился перевода в Чернигов. После переезда в том же году мать Юзефа умерла от чахотки. Отец с сыном переехали сперва в Лемберг (Австро-Венгрия), затем в Краков, где в 1869 году Аполлон Корженевский умер, оставив 11-летнего Юзефа круглым сиротой. Мальчик был принят в одесскую семью Тадеуша Бобровского (1829 — 1894), дяди с материнской стороны.
Дядя вывез его к себе в Одессу, где мальчик впервые увидел море, определившее его судьбу. Также под влиянием английских и французских приключенческих романов Иосиф захотел стать моряком. В 1874 году 17-летний Юзеф с согласия Бобровского уехал в Марсель. В 1875—1877 ходил на различных судах, в том числе занимался контрабандой оружия для «карлистов», сторонников возведения на испанский престол дона Карлоса.
В начале 1880-х годов Конрад перебрался в Англию. На разных судах он был матросом, вторым помощником, в 1884 году сдал экзамен на звание первого помощника, а в 1886 году получил сертификат капитана. В том же году получил британское подданство, официально изменив имя на Джозеф Конрад, и написал первый рассказ «Чёрный штурман».
В 1890 году как капитан парохода «Руа-де-Бельж» совершил путешествие по реке Конго. Во время этого путешествия заболел малярией и ревматизмом, которые навсегда подорвали его здоровье. Африканские впечатления позднее лягут в основу повести «Сердце тьмы».
В 1893 году в порту Аделаида на его корабль «Торренс» сел писатель Джон Голсуорси, которому Конрад дал почитать рукопись своего первого романа «Каприз Олмейера».
В январе 1894 года Конрад вернулся в Лондон, решив покончить с морской службой. Литературный дебют Конрада состоялся в 1895 году, когда был опубликован роман «Каприз Олмейера». Помимо книг на морскую и колониальную тематику, под влиянием Достоевского Конрад написал  несколько политических романов, наиболее известен из которых «Тайный агент».
Популярность Конрада росла. В 1914 году по приглашению польского литератора Юзефа Ретингера он приехал в Краков, откуда пришлось с трудом выбираться после начала Первой мировой войны. Готовясь писать роман о Наполеоне «Ожидание», в 1921 году Конрад побывал на Корсике, а в 1923 году посетил США. В 1924 Конрад отказался от предложенного ему рыцарского звания.
Конрад был женат на Джесси Джордж, у них родились сыновья Борис и Джон. Всю жизнь Конрад продолжал дружбу с Голсуорси, начавшуюся на борту «Торренса». Кроме того, он завязал дружеские отношения с критиком Эдвардом Гарнетом, писателями Фордом Мэдоксом Фордом, Генри Джеймсом, Гербертом Уэллсом, философом Бертраном Расселом.
Умер Джозеф Конрад 3 августа 1924 от сердечного приступа в своём доме в Бишопсборне. Роман «Ожидание» остался незаконченным.
Кроме родного языка, Конрад свободно владел французским, а также русским, хотя отрицал этот факт. Однако все его произведения написаны на английском. На вопрос, почему он не писал на родном языке, Конрад, по воспоминаниям Винценты Лютославского, отвечал так: «Я слишком ценю нашу прекрасную польскую литературу, чтобы привносить в неё свои неуклюжие усилия. Но для англичан мои дары вполне достаточны и обеспечивают мне хлеб насущный».

## Творчество
После того, как Конрад опубликовал свои ранние рассказы и романы, его записали в авторы приключенческой литературы. Действительно, в его книгах присутствуют элементы, традиционные для приключенческого жанра, например, морские путешествия. Сам Конрад писал:

…морю суждено было, по слепой воле обстоятельств, стать на многие годы всем моим миром, а торговому флоту — моим единственным пристанищем. Нет ничего удивительного поэтому, что в своих морских книгах, в «Негре с „Нарцисса“» и в «Зеркале моря» (а также в нескольких новеллах из морской жизни, например, в «Юности» и в «Тайфуне»), я попытался почти что с сыновним чувством передать пульс жизни, бьющийся в безбрежном океане, в сердцах простых людей, которые от века бороздят морские просторы, а также живую природу кораблей — создание их рук и предмет их неустанной заботы.

Исследователи причисляют Конрада к неоромантизму — особому течению в английской литературе рубежа XIX—XX веков, у основания которого стоял Роберт Льюис Стивенсон. Неоромантизм противопоставлял себя как натурализму, так и символизму; для него характерны сильные личности, экзотическая обстановка, бурные события, идеал подвига. Всё это присутствует в произведениях Конрада.
Некоторым неоромантикам (таким, как Райдер Хаггард и Редьярд Киплинг), была свойственна идеализация английского колониализма. Конрад относился к колониализму двойственно. С одной стороны, он как подданный Великобритании скорее уважал порядки, которые устанавливала Англия в своих колониях. С другой стороны, ему было отвратительно то, как обращались с коренным населением колонизаторы. Эти противоречия отражены в повести «Сердце тьмы», которая была написана под впечатлением от путешествия в Свободное государство Конго. Он не может не сочувствовать туземцам, хотя они для него слишком чужие. Центральной фигурой повести является агент торговой компании Куртц — образованный европеец, который держит туземцев в страхе. Как пишет исследователь:

Страдания туземцев под игом чиновничьей бюрократии достаточно тяжелы, но Марлоу удаётся убедить себя, что он (как и его читатель) не такой, как эти чиновники. Но убедить себя в том, что он не такой, как образованный, обезумевший и беспощадный Куртц, он не может.

Конрад использовал повествовательный приём «точки зрения», когда действие передаётся через восприятие нескольких людей. Например, в романе «Лорд Джим» (англ. Lord Jim), рассказ ведётся от лица не только заглавного героя, но ещё и капитана Марлоу (он выступает как рассказчик и в «Сердце тьмы»), а также других персонажей. В романе «Тайный агент» автор создаёт умышленный зазор между обусловленными ситуацией поступками героев (истинное действие) и реакцией персонажей друг на друга, проистекающей из тотального взаимного непонимания, нарастающей подозрительности. Постоянный самообман ведёт к неадекватным реакциям и трагическим последствиям для всех героев.
В произведениях Конрада видят влияние Достоевского. Конрад писал, что, якобы, не любит этого писателя, говоря, например, о «Братьях Карамазовых»: «Страшно неудачно, слишком эмоционально и раздражающе». Однако влияние Достоевского несомненно в романе Конрада «Глазами Запада» — о русских революционерах-эмигрантах, которые напоминают Раскольникова и Ставрогина. Здесь Конрада интересует психология революционного протеста и предательства.
Влияние Конрада прослеживается у многих англоязычных авторов (Грэм Грин, Эрнест Хемингуэй и др.) Салман Рушди назвал книгу мемуаров «Джозеф Антон» в честь самых любимых своих авторов — Джозефа Конрада и Антона Чехова. Ведущим конрадоведом современности считается польский литературовед Здзислав Найдер.

## Список произведений

### Романы и повести
- 1895 — Каприз Олмэйра / Almayer's Folly
- 1896 — Изгнанник / An Outcast of the Islands
- 1897 — Негр с «Нарцисса» / The Nigger of the 'Narcissus'
- 1899 — Сердце тьмы / Heart of Darkness
- 1900 — «Лорд Джим» (англ. Lord Jim)/ Lord Jim
- 1901 — Наследники / The Inheritors
- 1902 — Тайфун / Typhoon
- 1902 — Конец рабства / The End of the Tether
- 1903 — Романтичность / Romance
- 1904 — Ностромо / Nostromo
- 1907 — Тайный агент / The Secret Agent
- 1908 — Дуэль / The Duel: A Military Tale
- 1911 — На взгляд Запада[англ.] / Under Western Eyes
- 1913 — Случай / Chance
- 1915 — Победа / Victory
- 1917 — Теневая черта / The Shadow-Line
- 1919 — Золотая стрела / The Arrow of Gold
- 1920 — На отмелях / The Rescue
- 1923 — Природа одного преступления / The Nature of a Crime
- 1923 — Корсар / The Rover
- 1925 — Ожидание / Suspense: a Napoleonic Novel

### Рассказы
- 1886 — Чёрный штурман / The Black Mate
- 1896 — Идиоты / The Idiots
- 1896 — Лагуна / The Lagoon
- 1896 — Аванпост прогресса / An Outpost of Progress
- 1897 — Возвращение / The Return
- 1897 — Караин: Воспоминание / Karain: A Memory
- 1898 — Юность / Youth
- 1901 — Фальк / Falk
- 1901 — Эми Фостер / Amy Foster
- 1902 — Завтра / Tomorrow
- 1902 — Конец рабства / The End of the Tether
- 1904-1905 — Гаспар Руис / Gaspar Ruiz
- 1905 — Анархист / An Anarchist
- 1906 — Осведомитель / The Informer
- 1906 — Зверюга / The Brute
- 1908 — Граф / Il Conde
- 1909 — Тайный сообщник / The Secret Sharer
- 1910 — Князь Роман / Prince Roman
- 1910 — Улыбка фортуны / A Smile of Fortune
- 1910-1911 — Фрейя Семи Островов / Freya of the Seven Isles
- 1911 — Компаньон / The Partner
- 1913 — В харчевне двух ведьм / The Inn of the Two Witches
- 1914 — Всё из-за долларов / Because of the Dollars
- 1914 — Плантатор из Малаты / The Planter of Malata
- 1915-1916 — Душа воина / The Warrior's Soul
- 1916 — Сказка / The Tale

### Нон-фикшн
- 1904-1906 — Зеркало морей / The Mirror of the Sea
- 1912 — Мемуары / A Personal Record
- 1921 — Письма / Notes on Life and Letters
- 1921 — Заметки / Notes on My Books
- 1926 — Эссе / Last Essays

## Память

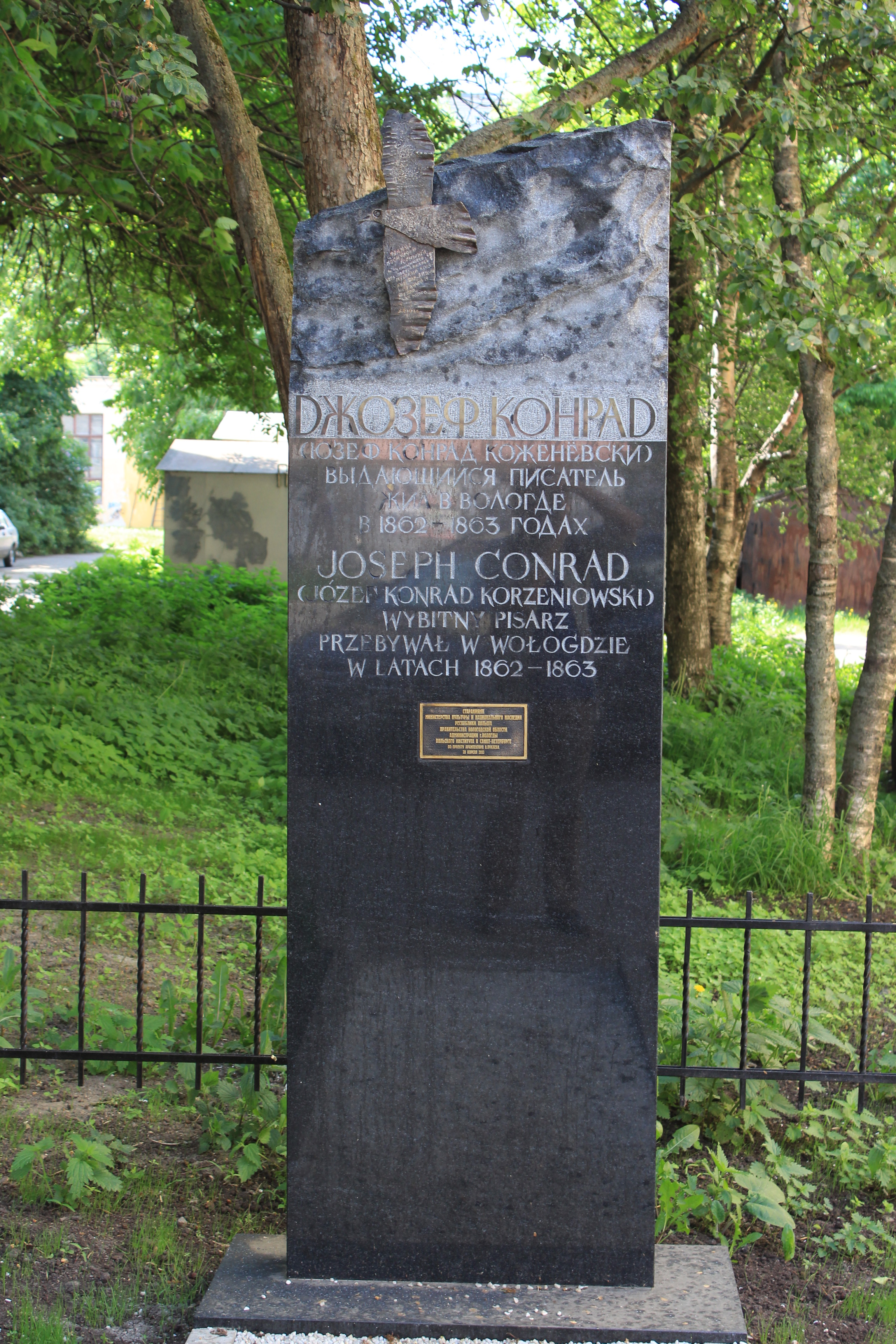
Памятник в Вологде, который исчез в 2016 г.

- Памятник Джозефу Конраду установлен на побережье Балтийского моря в польском городе Гдыня.
- В Сан-Франциско есть площадь Джозефа Конрада, а в Виннице — улица его имени.
- Мемориальная доска Джозефу Конраду установлена в Сингапуре (который он неоднократно посещал), недалеко от Fullerton Hotel[англ.].
- В селе Терехово Бердичевского района Житомирской обл. действует музей, открытый 5 декабря 1987 года (к 130-летию со дня рождения писателя).
- В 2007 году по случаю 150-летия Джозефа Конрада Национальный банк Польши выпустил комплект юбилейных монет.
- В конце сентября 2007 года в г. Бердичеве прошла Международная научно-краеведческая конференция. 27 сентября участники конференции и её гости открыли на здании школы села Терехово мемориальную доску, посвященную Джозефу Конраду: «В этом доме родился известный писатель Джозеф Конрад (Теодор Юзеф Конрад Коженьовський) 03.12.1857–03.08.1924».
- 3 декабря 2008 года в Бердичеве в помещении нижнего храма монастыря Босых кармелитов был открыт ещё один музей Джозефа Конрада.
- Яхтенная верфь в г. Гдыня носит имя Джозефа Конрада. Яхты, выпущенные этой верфью, называются (имеют марку) «Конрад»
- 28 апреля 2013 года памятник Джозефу Конраду открыт в Вологде как совместный проект генерального консульства Республики Польши в Санкт-Петербурге и правительства Вологодской области[14][15].
- В фильме «Чужой» космический корабль называется «Ностромо» — по одному из романов Конрада. Название города в том же романе — Сулако — стало названием космического корабля в продолжении этого фильма.
- Во вселенной Warhammer 40000 у легиона космодесанта «Повелители ночи» был примарх Конрад Курц, его фамилию и характер взяли у полковника Курца, а имя — у писателя. Родная планета этого легиона называлась Нострамо, что отсылает к повести Конрада «Ностромо».
- На Украине Польским институтом в Киеве основана литературная Премия имени Джозефа Конрада, которая вручается украинским писателям моложе 40 лет.

## Адаптации произведений
Кино
- Фильм «Саботаж» (1936), экранизация по мотивам романа «Секретный агент», реж. Альфред Хичкок. Главные роли в фильме исполнили актёры Сильвия Сидни и Оскар Хомолка.
- Эпизод «Сердце тьмы» (1958) в сериале «Театр 90»[англ.], снятый по одноимённой повести. В главной роли сыграли такие актёры как Родди Макдауэлл, Эрта Китт, Оскар Хомолка, Инга Свенсон и Борис Карлофф[16].
- Фильм «Лорд Джим» (фильм, 1965) (англ. Lord Jim (1965 film)), голливудская экранизация одноимённого романа. Роль Джима исполняет Питер О'Тул, режиссёр Роберт Брукс.
- Польско-английская копродукция режиссёра Анджея Вайды «Теневая черта» (1976) представляет собой экранизацию одноимённой повести Конрада. В главной роли (капитана Корженевского, то есть самого Конрада) снялся молодой в ту пору польский актёр Марек Кондрат.
- Фильм Ридли Скотта «Дуэлянты» (1977) — призёр Каннского фестиваля. Главные роли в фильме исполнили актёры Харви Кейтель и Кит Кэррадайн.
- В фильме «Апокалипсис сегодня» (1979), снятом по мотивам «Сердца тьмы», Фрэнсис Форд Коппола перенёс действие во времена вьетнамской войны и сделал главных героев военными. Главного героя (имя капитана Марлоу из романа было также заменено, главным героем в фильме является армейский капитан Бенджамин Л. Уиллард) играет Мартин Шин, Куртца сыграл Марлон Брандо.
- Наиболее близкой к тексту экранизацией «Сердца тьмы» является одноимённая лента британского режиссёра Николаса Роуга, снятая им для американского телевидения в 1993 году. В главных ролях снялись Тим Рот и Джон Малкович.
- Фильм «Секретный агент» (1996), экранизация одноимённого романа, реж. Кристофер Хэмптон. Главные роли в фильме исполнили актёры Боб Хоскинс, Патрисия Аркетт, Кристиан Бейл, Жерар Депардьё и Робин Уильямс.
- По одноимённому роману снят фильм «Победа» (1996, Англия-Франция-Германия). Режиссёр Марк Пеплоу известен как сценарист ряда фильмов Б. Бертолуччи. В гл. роли Уиллем Дефо. Действие происходит на нидерландской Яве в 1913 г.
- Франко-итало-германский фильм Патриса Шеро «Габриэль», снятый в 2005 году по рассказу «Возвращение». В главных ролях — Изабель Юппер и Паскаль Греггори. По этому же рассказу в 1975 году польский режиссёр Витольд Ожеховский снял телевизионный фильм «Jej powrót».

Иное
- Польский композитор Ромуальд Твардовский написал оперу «Лорд Джим» (1970—1973).
- Сюжет и сеттинг «Spec Ops: The Line» берут за основу фильм 1979 года режиссёра Фрэнсиса Форда Копполы «Апокалипсис сегодня», а также книгу Джозефа Конрада «Сердце тьмы».